# Street Angel (album)
Street Angel is het vijfde solo-album van de Amerikaanse zangeres Stevie Nicks (Fleetwood Mac). Het werd in 1994 uitgebracht en is tevens het laatste album op haar eigen label Modern Records. Street Angel stond in Amerika slechts een week genoteerd op #45 in de Billboard 200 en verkocht aanvankelijk slechts 38,000 exemplaren; later zou het album alsnog de gouden status halen. 
Ook artistiek wordt Street Angel door pers, publiek en Nicks zelf als haar slechtste album beschouwd. 

## Achtergrond
De opnamen begonnen in 1992; Nicks was (tijdelijk) uit Fleetwood Mac gestapt en kampte met een schrijversblok waardoor ze voornamelijk teruggreep naar restmateriaal van voorgaande solo-albums. Street Angel had al in februari 1993 moeten verschijnen, maar het album was in Nicks afwezigheid (ze zat tussentijds in een afkickcentrum voor haar jarenlange medicijnverslaving) overhaastig gemixt en niet naar haar tevredenheid. Ze nam de meeste nummers opnieuw op, maar nog steeds viel het eindresultaat tegen.
Het album verscheen pas in mei 1994 en bracht twee singles voort; Maybe Love Will Change Your Mind (#57 in Amerika) en het Santana-achtige Blue Denim (#70 in Canada) met als B-kant het oorspronkelijk geplande titelnummer Mirror Mirror.  In 1998 verscheen de definitieve mix van Blue Denim op de verzamelaar Enchanted

## Promotie en tournee
Ter promotie van Blue Denim verscheen Nicks in de talkshows van Jay Leno en David Letterman; naast een live-uitvoering van het nummer werd ze ook geïnterviewd. Bij Letterman had ze het over de inwijding van president Bill Clinton waar Fleetwood Mac optrad.
Tussen juli en oktober 1994 gaf Nicks twintig concerten. Opnieuw kreeg ze de pers over zich omdat ze enkele kilo's was aangekomen. Het zou nog een jaar duren voor Nicks weer op gewicht kwam en verlost was van haar schrijversblok.
Setlijst
- "Outside the Rain"
- "Dreams"
- "Docklands" (later vervangen door "Rooms on Fire")
- "No Spoken Word" (alleen de eerste optredens)
- "Maybe Love Will Change Your Mind"
- "Rhiannon"
- "Stand Back"
- "Destiny"
- "Gold Dust Woman"
- "Talk to Me"
- "Blue Denim"
- "How Still My Love" (alleen de eerste optredens)
- "Edge of Seventeen"

Toegift
- "The Chain" (tijdens de House of Blues-concerten, met ex-Fleetwood Mac-gitarist Rick Vito)
- "I Need to Know"
- "Has Anyone Ever Written Anything for You"

Tourdata
- 14 juli, 1994  The Roxbury, Los Angeles, Californië
- 22 juli, 1994 	Great Woods, Mansfield, Massachusetts
- 24 juli, 1994 	Jones Beach Amphitheatre, Wantagh, New York
- 26 juli, 1994 	Saratoga Performing Arts Center, Saratoga, New York
- 27 juli, 1994 	Finger Lakes Performing Arts Center, Canandaigua, New York
- 29 juli, 1994 	Starlake Amphitheatre, Burgettstown, Pennsylvania
- 30 juli, 1994 	Mann Music Centre, Philadelphia, Pennsylvania
- 1 augustus, 1994 Garden State Arts Center, Holmdel, New Jersey
- 2 augustus, 1994 Ed Sullivan Theater, New York, New York
- 4 augustus, 1994 Walnut Creek Amphitheatre, Raleigh, North Carolina
- 5 augustus, 1994 Merriweather Post Pavilion, Columbia, Maryland
- 6 augustus, 1994 Classic Amphitheatre, Richmond, Virginia
- 8 augustus, 1994 Chastain Park Amphitheatre, Atlanta, Georgia
- 10 augustus, 1994 Blossom Music Center, Cuyahoga Falls, Ohio
- 13 augustus, 1994 Milwaukee State Fairgrounds, Milwaukee, Wisconsin
- 14 augustus, 1994 Poplar Creek Music Theatre, Poplar Creek, Illinois
- 16 augustus, 1994 Riverport Amphitheatre, Maryland Heights, Missouri
- 17 augustus, 1994 Sandstone Amphitheatre, Bonner Springs, Kansas
- 19 augustus, 1994 Pine Knob Amphitheatre, Clarkston, Michigan
- 20 augustus, 1994 Celeste Center, Columbus, Ohio
- 25 augustus, 1994 Greek Theatre, Los Angeles, Californië
- 26 augustus, 1994 Greek Theatre, Los Angeles, Californië
- 28 augustus, 1994 Concord Pavilion, Concord, Californië
- 29 augustus, 1994 Arco Arena, Sacramento, Californië
- 31 augustus, 1994 Irvine Meadows, Irvine, Californië
- 2 september, 1994 Shoreline Amphitheatre, Mountainview, Californië
- 3 september, 1994 Compton Terrace, Phoenix, Arizona
- 5 september, 1994 Aladdin Theatre, Las Vegas, Nevada
- 7 september, 1994 Fiddler's Green Amphitheatre, Denver, Colorado
- 9 september, 1994 Woods Pavilion, Houston, Texas
- 10 september, 1994 Starplex Amphitheatre, Dallas, Texas
- 17 september, 1994 House of Blues, Hollywood, Californië
- 18 september, 1994 House of Blues, Hollywood, Californië

N.B
- Het laatste concert in de House of Blues, Hollywood werd opgenomen voor radio-uitzending. "Has Anyone Ever Written Anything for You" komt niet voor op de cd-registratie; Westwood One Radio beschikt niet langer over de originele masteropname.

## Tracklijst
| 1.                 | Blue Denim                       | 4:22 |
| 2.                 | Greta                            | 4:18 |
| 3.                 | Street Angel                     | 4:09 |
| 4.                 | Docklands                        | 4:47 |
| 5.                 | Listen to the Rain               | 4:33 |
| 6.                 | Destiny                          | 5:00 |
| 7.                 | Unconditional Love               | 3:20 |
| 8.                 | Love Is Like a River             | 4:44 |
| 9.                 | Rose Garden                      | 4:28 |
| 10.                | Maybe Love Will Change Your Mind | 4:18 |
| 11.                | Just Like a Woman                | 3:50 |
| 12.                | Kick It                          | 4:25 |
| 13.                | Jane                             | 4:59 |
| Totale duur: 57:32 |                                  |      |

| 14.                | God's Garden | 6:00 |
| 15.                | Inspiration  | 3:29 |
| Totale duur: 67:06 |              |      |

- If You Were My Love zou oorspronkelijk ook op het album komen te staan na eerdere demoversies voor Nicks' solodebuut Bella Donna (1981) en Fleetwood Mac's Mirage (1982). Nicks besloot daar op het laatst van af te zien en zou het nummer pas twintig jaar later uitbrengen op haar verzamelalbum 24 Karat Gold: Songs from the Vault.

- I Call You Missing, eerder als demo opgenomen voor Rock a Little (1985), werd voor dit album uitgeprobeerd om vervolgens op de plank te blijven liggen.